# Sid Haig
Pour les articles homonymes, voir Haig.
Sid Haig (nom de scène de Sidney Eddy Mosesian) est un acteur, producteur de film et musicien américain d'origine arménienne né le 14 juillet 1939 à Fresno en Californie et mort le 21 septembre 2019 à Los Angeles en Californie.
Il est connu pour ses rôles dans plusieurs films de blaxploitation de Jack Hill dans les années 1970, ainsi que pour ses apparitions dans des films d'horreur, notamment pour son rôle de capitaine Spaulding dans les films de Rob Zombie : La Maison des mille morts, The Devil's Rejects et 3 from Hell. Le capitaine Spaulding et Sid Haig lui-même sont qualifiés d'icônes du cinéma d'horreur.
Sid Haig joue également un rôle de premier plan dans la série télévisée Jason of Star Command, en incarnant Dragos.

## Biographie

### Jeunesse
Haig est né à Fresno, en Californie et grandit dans une communauté arménienne. Il est le fils de Roxy et de Haig Mosesian, un électricien,. Dans sa jeunesse, sa croissance rapide interfère avec sa coordination motrice, l'incitant à prendre des cours de danse. À sept ans, il travaille comme danseur rémunéré dans un spectacle de Noël pour enfants et a rejoint ensuite un spectacle de vaudeville.
Sid Haig est un bon musicien particulièrement à la batterie. Ses styles de prédilection sont le swing, la country, le jazz, le blues et le rock and roll. Il commence à gagner de l'argent grâce à la musique et signe un contrat d'enregistrement un an après le lycée. Il enregistre alors Full House avec les T-Birds en 1958, ce qui le conduit n° 4 des charts,,.

#### Pasadena Playhouse
Alors que Sid Haig est au lycée, la responsable du département d'art dramatique Alice Merrill l'encourage à poursuivre une carrière d'acteur. Alice Merrill est une actrice de Broadway qui a maintenu ses contacts avec le secteur. Au cours de sa dernière année, une pièce est produite dans laquelle elle double le spectacle, pour qu'un de ses amis hollywoodiens évalue les acteurs afin de sélectionner le casting final.
L'envoyé d'Hollywood est Dennis Morgan, une personnalité des comédies musicales des années 1940, qui choisit Sid Haig pour un rôle de premier plan dans une pièce. Deux semaines plus tard, il revient voir le spectacle et conseille à Sid Haig de poursuivre ses études dans la vallée de San Fernando et d'envisager une carrière de comédien. Deux ans plus tard, il s'inscrit à la Pasadena Playhouse (en), l'école qui a déjà formé des acteurs de renom tels que Robert Preston, Gene Hackman et Dustin Hoffman. Il déménage ensuite à Hollywood avec un ami de longue date et colocataire de la Pasadena Playhouse, Stuart Margolin.

### Carrière

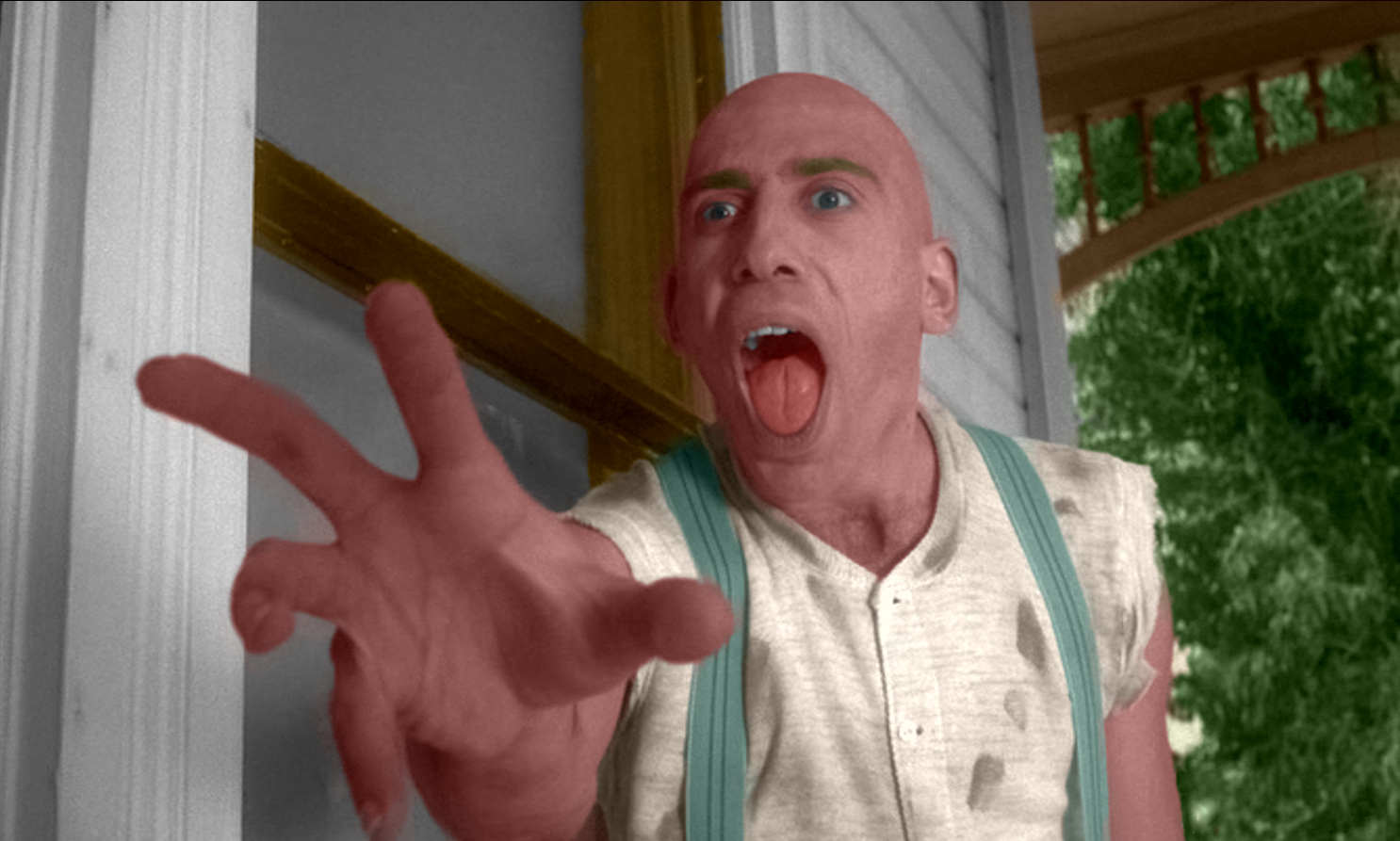
Sid Haig dans Spider Baby (version colorisée).

Le premier rôle d'acteur de Sid Haig est dans un court métrage étudiant de 1960 intitulé The Host, réalisé par Jack Hill à l'université de Californie à Los Angeles. C'est ainsi qu'il lance sa carrière d'acteur pendant plus de quatre décennies dans plus de 50 films et 350 épisodes de télévision. Sid Haig devient incontournable dans les films de Jack Hill, tels que Spider Baby (en), Coffy, la panthère noire de Harlem et Foxy Brown,. En 1971, Sid Haig apparait dans THX 1138, le premier long métrage de George Lucas, ainsi que dans le film de James Bond Les diamants sont éternels.
Les débuts à la télévision de Sid Haig sont un rôle dans un épisode de la série Les Incorruptibles datant de 1962. Il apparaît également dans un certain nombre d'autres programmes télévisés, dont Batman, Des agents très spéciaux, Gunsmoke, Mission impossible, Star Trek (série télévisée), Max la Menace, La Sœur volante, Mary Hartman, Mary Hartman (en), Emergency! (en), Drôles de dames, Jason of Star Command, L'Île fantastique, Buck Rogers, Shérif, fais-moi peur, L'Agence tous risques, MacGyver et Un toit pour dix.
Sid Haig prend temporairement sa retraite d'acteur en 1992, se sentant catalogué. Il ne travaille pas comme acteur pendant cinq ans, mais suit une formation et devient un hypnothérapeute certifié. Au cours de cette période, on lui offre le rôle de Marsellus Wallace dans Pulp Fiction, le deuxième long métrage réalisé par Quentin Tarantino,. À l'époque, Sid Haig craint que la télévision à petit budget ne soit préjudiciable à sa carrière et, en voyant le scénario de tournage et le petit nombre de jours consacrés à chaque lieu, il aurait transmis le projet ; il a plus tard regretté cette décision,,. Sid Haig apparaît plus tard en tant que juge dans Jackie Brown, film sorti en 1997 de Quentin Tarantino écrit spécifiquement pour Sid Haig,.
En 2003, Sid Haig joue dans le premier film de Rob Zombie, La Maison des mille morts, en tant que clown psychotique dénommé Captain Spaulding. Ce rôle relance sa carrière d'acteur, ce qui lui vaut le prix du « Meilleur acteur dans un second rôle » lors de la 13e édition des Fangoria Chainsaw Awards et une intronisation au Horror Hall of Fame de Fangoria,. Sid Haig reprend son rôle de Spaulding dans le film daté de 2005 The Devil's Rejects, une suite de La Maison des mille morts, dans lequel Spaulding est dépeint comme le patriarche de la meurtrière famille Firefly. Le capitaine Spaulding est depuis considéré comme une icône moderne du cinéma d'horreur, et Sid Haig lui-même est qualifié d'« icône d'horreur »,,,. Pour son retour dans ce rôle dans The Devil's Rejects, il reçoit le prix du « Meilleur acteur » lors de la 15e édition des Fangoria Chainsaw Awards, et partage le prix du « Most Vile Villain » lors de la première édition des Spike TV Scream Awards avec Leslie Easterbrook, Sheri Moon et Bill Moseley qui incarne les rôles de la famille Firefly. Sid Haig est également nommé comme « Meilleur boucher » aux Fuse/Fangoria Chainsaw Awards, mais perd contre Tobin Bell qui joue le rôle de Jigsaw dans Saw 2.
Sid Haig retrouve Rob Zombie pour le remake d'Halloween sorti en 2007 où il incarne le rôle du gardien du cimetière Chester Chesterfield. Il reprend de nouveau son rôle de capitaine Spaulding pour le film d'animation de zombie sorti en 2009 The Haunted World of El Superbeasto. Il apparaît également dans le film de zombie The Lords of Salem en 2013, ainsi que dans les films Butcher 3 et Devil in My Ride (en).
En 2019, Sid Haig apparait pour la dernière fois en tant que capitaine Spaulding dans le film de Rob Zombie 3 from Hell, une suite de La Maison des mille morts et de The Devil's Rejects. Il apparaît à titre posthume dans le film Hanukkah sorti en 2020,, ainsi que dans le film Abruptio (en) sorti en 2021,.

### Vie privée
Sid Haig épouse Susan L. Oberg le 2 novembre 2007.
Début septembre 2019, il est hospitalisé après être tombé chez lui à Thousand Oaks, en Californie. Pendant sa convalescence, il contracte une pneumonie issue d'un aspergillus fumigatus après avoir aspiré du vomi dans son sommeil.
Il meurt le 21 septembre 2019 des suites d'une pneumonie,.

## Filmographie

### Cinéma
- 1960 : The Host : Le fugitif
- 1962 : The Firebrand (en) : Diego
- 1966 : Blood Bath : Abdul l'Arabe
- 1967 : It's a Bikini World : Daddy
- 1967 : Le Point de non-retour (Point Blank) : un gardien d'immeuble
- 1968 : Spider Baby or, The Maddest Story Ever Told : Ralph Merrye
- 1968 : Tous les héros sont morts : Crespin
- 1969 : Pit Stop : Hawk Sidney
- 1969 : Che! : Antonio
- 1970 : C.C. and Company : Crow
- 1971 : THX 1138 : NCH
- 1971 : The Big Doll House : Harry
- 1971 : Les diamants sont éternels (Diamonds are Forever) : un employé de Slumber inc.
- 1972 : The Big Bird Cage : Django
- 1972 : The Woman Hunt (en) : Silas
- 1972 : Attention au blob !
- 1973 : L'Empereur du Nord (Emperor of the North Pole) : Grease Tail
- 1973 : Black Mama, White Mama : Ruben
- 1973 : Beyond Atlantis : East Eddie
- 1973 : Wonder Women : Gregorious
- 1973 : Coffy, la panthère noire de Harlem (Coffy) de Jack Hill: Omar
- 1973 : The No Mercy Man (en)
- 1973 : Don Angelo est mort (Don Is Dead) : l'Arabe
- 1974 : Les Casseurs de gang (Busting) : le bras droit de Rizzo
- 1974 : Savage Sisters (en) : Malavael
- 1974 : Foxy Brown : Hays
- 1976 : Le Pirate des Caraïbes (Swashbuckler) de James Goldstone : Le pirate chauve
- 1978 : Loose Shoes : Un éétrange solitaire
- 1981 : Chu Chu and the Philly Flash de David Lowell Rich : Vince
- 1981 : Underground Aces (en) de Robert Butler : Faoud
- 1981 : La Galaxie de la terreur (Galaxy of Terror) : Quuhod
- 1982 : The Aftermath (en) : Cutter
- 1982 : Forty Days of Musa Dagh (en) : général Hekemet
- 1987 : Commando Squad : Iggy
- 1988 : Warlords : Le Warlord
- 1989 : Les Magiciens du royaume perdu (en) (Wizards of the Lost Kingdom II) : Donar
- 1990 : La Lambada, la danse interdite (en) (Forbidden Dance) : Joa
- 1990 : Genuine Risk : Curly
- 1997 : Jackie Brown de Quentin Tarantino : Le juge
- 2003 : La Maison des 1000 morts (House of 1000 Corpses) de Rob Zombie : capitaine Spaulding
- 2004 : Kill Bill : Volume 2 de Quentin Tarantino : Jay
- 2005 : The Devil's Rejects de Rob Zombie : capitaine Spaulding
- 2005 : House of the Dead 2 : Professeur Curien
- 2006 : Little Big Top (en) : Seymour
- 2006 : Vampira: The Movie : Lui-même
- 2006 : La Nuit des Morts Vivants 3D (Night of the Living Dead 3D) : Gerald Tovar Jr.
- 2007 : Halloween : Chester Chesterfield
- 2007 : Ghost Poker (Dead Man's Hand) de Charles Band : Roy Donahue
- 2007 : Brotherhood of Blood : Pashek
- 2009 : Dark Moon Rising (en) : Crazy Louis
- 2009 : The Haunted World of El Superbeasto : capitaine Spaulding (voix)
- 2010 : The Black Box : Radio Evangelist
- 2011 : Mimesis (en) : Alfonso Betz
- 2011 : Creature : Chopper
- 2012 : The Sacred : L'étranger
- 2012 : The Infliction : Dr Gardner
- 2012 : The Lords of Salem : Dean Magnus
- 2013 : Butcher 3 : Abbott McMullen
- 2013 : Zombex : le commandeur
- 2013 : Go Straight to Hell : Dr Phillips
- 2013 : Love Letter : Barry
- 2013 : Devil in My Ride (en) : Iggy
- 2013 : The Penny Dreadful Picture Show : Shopkeeper
- 2015 : Bone Tomahawk de S. Craig Zahler
- 2017 : Death House (en) : Icicle Killer
- 2017 : To Hell and Back: The Kane Hodder Story : lui-même
- 2017 : Razor de James P. Lay : Sam le barman
- 2018 : Suicide for Beginners : Barry
- 2018 : Cynthia : Detective Edwards
- 2019 : 3 From Hell : capitaine Spaulding
- 2019 : High on the Hog : Big Daddy
- 2020 : Hanukkah : Judah Lazarus
- 2021 : Abruptio (en) : Sal

### Télévision
- 1962 : Les Incorruptibles (The Untouchables) (série télévisée) : Augie
- 1965 : L'Extravagante Lucie (série télévisée) : La momie
- 1966 : Batman (série télévisée) : l’apothicaire royal
- 1966 : Laredo (série télévisée) : Brunning
- 1966-1967 : Le Cheval de fer (série télévisée) : Vega / Rias
- 1966 et 1969 : Gunsmoke (série télévisée) : Wade Hanson / Cawkins / Buffalo Hunter
- 1966-1970 : Mission Impossible (série télévisée) : Hidalgo / Musha / Sperizzi / Grigor / Marko / Major Carlos Martillo / Goujon / Un agent #1
- 1967 : The Danny Thomas Hour (en) (série télévisée) : Hood
- 1967 : Star Trek : Le Retour des Archons : Le premier Lawgiver
- 1967 : Des agents très spéciaux (The Man from the U.N.C.L.E.) (série télévisée) : Vito / Alex
- 1967 et 1969-1970 : Max la menace (Get Smart) (série télévisée) : Turk / Bruce / Un garde
- 1968 : Daniel Boone (série télévisée) : Typhoon
- 1968 : La Sœur volante (série télévisée) : Senor Quesada
- 1969 : Here's Lucy (en) (série télévisée) : Un agent ennemi n° 1
- 1970 : Mannix (série télévisée) : Kellaway
- 1970 : Cent filles à marier (série télévisée) : Peter Savage
- 1971 : Opération danger (série télévisée) : Outlaw / Merkle / Griffin
- 1971 : The Partners (série télévisée) : Charlie
- 1972 : O'Hara, U.S. Treasury (série télévisée) : Ward
- 1974 : Run, Joe, Run (série télévisée) : Tolbert
- 1974 : L'Homme qui valait trois milliards (The Six Million Dollar Man) (série télévisée) : Le 3e passager
- 1974 : Deux cent dollars plus les frais (série télévisée) : B.J.
- 1974 et 1977 : Police Story (série télévisée) : Dell / Reid
- 1975 : Emergency! (série télévisée) : Spike
- 1975 : Le Dahlia noir (téléfilm) : Le tatoueur
- 1976 : The Return of the World's Greatest Detective (téléfilm) : Vince Cooley
- 1976 : Monster Squad (série télévisée) : chef Running Nose
- 1976 : Delvecchio (série télévisée) : un drogué / George Borshak
- 1976 : Electra Woman and Dyna Girl (série télévisée) : Le Génie
- 1976 : McNamara's Band (téléfilm) : Zoltan
- 1976 et 1978 : Switch (série télévisée) : Mahmud / Un fermier
- 1978 : Drôles de dames (Charlie's Angels) (série télévisée) : Reza
- 1978 : Evening in Byzantium (téléfilm) : Asted
- 1978 : Tarzan and the Super 7 (série télévisée) : Dragos
- 1978 - 1979 : Jason of Star Command (série télévisée) : Dragos
- 1978, 1981 et 1983 : L'Île fantastique (Fantasy Island) (série télévisée) : Hakeem / Harlen / Otto
- 1979 : Autoroute pour la mort (Téléfilm) : Maurie
- 1980 : Pour l'amour du risque (Hart to Hart) (série télévisée) : Gunther Maddox
- 1980 - 1981 : Buck Rogers (série télévisée) : Spirot / Pratt
- 1981 : Quincy (série télévisée) : Hatch
- 1981 - 1982 et 1984 - 1985 : L'Homme qui tombe à pic (série télévisée) : Biker / Mr. Fick / Arnie / Yusuf
- 1982 : Shérif, fais-moi peur (série TV) : "Miss Tisdale en cavale" (saison 4 - Episode 18) : Slocum
- 1982 : Frank, chasseur de fauves (série télévisée) : Tagan
- 1982 : Hooker (série télévisée) : Le leader du gang
- 1982 : Bret Maverick (série télévisée) : Le majestueux Sampson
- 1982 : Shérif, fais-moi peur (The Dukes of Hazzard) (série télévisée) : Slocum
- 1983 : Automan (série télévisée) : 1er membre du gang
- 1983 : L'Agence tous risques (The A-Team) (série télévisée) : Sonny Jenko
- 1985 : Superminds (série télévisée) : Un homme basané
- 1985 : Histoires fantastiques (Amazing Stories) (série télévisée) : Thug
- 1985 : Capitaine Furillo (Hill Street Blues) (série télévisée) : Heath
- 1985 : Wildside (série télévisée) : Burnett
- 1985 - 1986 : MacGyver
  - (saison 1, épisode 3 "La voleuse de Budapest") : Khan
  - (saison 1, épisode 17 "Mission Afghanistan") : Khalil
- 1987 : Ohara (série télévisée) : Turk
- 1987 : Mr. Gun (série télévisée) : général Skull Fracture
- 1988 : La Malédiction du loup-garou (série télévisée) : Mean Hobo
- 1988 : Goddess of Love (en) (téléfilm) : Hephaestus
- 1989 - 1990 : Un toit pour dix (série télévisée) : Bob
- 2005 : House of the Dead 2 (téléfilm) : professeur Curien
- 2010 : Chadam (série télévisée) : Simkin

## Distinctions

### Nominations
- 2006 : Fangoria Chainsaw Awards du meilleur vilain dans un film d'horreur pour The Devil's Rejects (2005).

### Récompenses
- 2004 : Fangoria Chainsaw Awards du meilleur acteur dans un second rôle dans un film d'horreur pour La Maison des 1000 morts (House of 1000 Corpses) (2003).
- 2006 : Fangoria Chainsaw Awards du meilleur acteur dans un film d'horreur pour The Devil's Rejects (2005).
- 2006 : Scream Awards du vilain le plus vile dans un film d'horreur pour The Devil's Rejects (2005) partagé avec Leslie Easterbrook, Bill Moseley et Sheri Moon Zombie.
- Eyegore Awards 2010 : Lauréat du Prix pour l'ensemble de sa carrière.
- Festival international du film fantastique de Catalogne 2010 : Lauréat du Prix d'Honneur Maria.
- Louisville Fright Night Film Fest 2012 : Lauréat du Prix d'Honneur de l'icône de l'année.
- 2018 : Independent Filmmakers Showcase IFS Film Festival du meilleur acteur dans un second rôle dans une comédie d'horreur pour Cynthia (2018).